# Нортгемптон (округ, Північна Кароліна)
Шаблон:StateAbbr_ 36°25′ пн. ш. 77°24′ зх. д. / 36.42° пн. ш. 77.4° зх. д.
Округ  Нортгемптон (англ. Northampton County) — округ (графство) у штаті  Північна Кароліна, США. Ідентифікатор округу 37131.

## Історія
Округ утворений 1741 року.

## Демографія
За даними перепису 
2000 року 
загальне населення округу становило 22086 осіб, зокрема міського населення було 2226, а сільського — 19860.
Серед мешканців округу чоловіків було 10583, а жінок — 11503. В окрузі було 8691 домогосподарство, 5952 родин, які мешкали в 10455 будинках.
Середній розмір родини становив 2,99.
Віковий розподіл населення поданий у таблиці:
| Стать    | До 15 років | 15-21 | 22-29 | 30-39 | 40-49 | 50-65 | 65-85 | Понад 85 |
| -------- | ----------- | ----- | ----- | ----- | ----- | ----- | ----- | -------- |
| Чоловіки | 2267        | 893   | 980   | 1492  | 1609  | 1866  | 1353  | 123      |
| Жінки    | 2148        | 941   | 901   | 1415  | 1687  | 2047  | 2032  | 332      |

## Суміжні округи
- Грінсвілл, Вірджинія — північ
- Саутгемптон, Вірджинія — північний схід
- Гертфорд — схід
- Берті — південний схід
- Галіфакс — південний захід
- Воррен — північний захід
- Брансвік, Вірджинія — північ, північний захід

## Виноски
1. ↑  U.S. Decennial Census. United States Census Bureau. Архів оригіналу за 19 липня 2018. Процитовано 18 січня 2015.
2. ↑  Historical Census Browser. University of Virginia Library. Архів оригіналу за 11 серпня 2012. Процитовано 18 січня 2015.
3. ↑  Forstall, Richard L., ред. (27 березня 1995). Population of Counties by Decennial Census: 1900 to 1990. United States Census Bureau. Архів оригіналу за 3 березня 2015. Процитовано 18 січня 2015.
4. ↑  Census 2000 PHC-T-4. Ranking Tables for Counties: 1990 and 2000 (PDF). United States Census Bureau. 2 квітня 2001. Архів оригіналу (PDF) за 18 грудня 2014. Процитовано 18 січня 2015.
5. ↑  State & County QuickFacts. United States Census Bureau. Процитовано 27 жовтня 2013.[недоступне посилання](англ.) Наведено за англійською вікіпедією.
6. ↑  American FactFinder. Бюро перепису населення США. Архів оригіналу за 26 лютого 2012. Процитовано 31 січня 2008.

| США | Це незавершена стаття з географії США. Ви можете допомогти проєкту, виправивши або дописавши її. |